# Discographie de Medine
 (janvier 2019).
La discographie du rappeur français Médine se résume à quatre albums studio, quatre mixtapes, quatre singles ainsi que quatorze clips vidéo.

## Albums

### Albums studio
| Titre                                                        | Détails de l'album | Meilleure position | Meilleure position | Meilleure position | Ventes | Certifications |
| Titre                                                        | Détails de l'album | FRA                | BEL                | SUI                | Ventes | Certifications |
| ------------------------------------------------------------ | --- | ------------------ | ------------------ | ------------------ | ------ | -------------- |
| 11 septembre, récit du 11e jour                              | - Sortie : 24 janvier 2004 - Label : Din Records - Format : CD, téléchargement digital                                                | —                  | —                  | —                  |        |                |
| Jihad, le plus grand combat est contre soi-même              | - Sortie : 10 janvier 2005 - Label : Din Records - Format : CD, téléchargement digital                                                | —                  | —                  | —                  |        |                |
| Arabian Panther                                              | - Sortie : 24 novembre 2008 - Label : Din Records - Maison de disque : Because Music - Format : CD, téléchargement digital            | 18                 | 76                 | —                  | 30 000 |                |
| Protest Song                                                 | - Sortie : 3 juin 2013 - Label : Din Records - Maison de disque : Because Music - Format : CD, téléchargement digital                 | 9                  | 25                 | 82                 | 13 000 |                |
| Storyteller                                                  | - Sortie : 13 avril 2018 - Label : Din Records - Maison de disque : Because Music - Format : CD, téléchargement digital & Streaming   |                    |                    |                    |        |                |
| Grand Médine                                                 | - Sortie : 6 novembre 2020 - Label : Din Records - Maison de disque : Because Music - Format : CD, téléchargement digital & Streaming |                    |                    |                    |        |                |
| « — » indique que l'album n'est pas classée dans de ce pays. | |                    |                    |                    |        |                |

### EP
| Titre                                                     | Détails de l'EP | Meilleure position | Meilleure position | Meilleure position | Ventes | Certifications |
| Titre                                                     | Détails de l'EP | FRA                | BEL                | SUI                | Ventes | Certifications |
| --------------------------------------------------------- | --- | ------------------ | ------------------ | ------------------ | ------ | -------------- |
| On peut tuer un révolutionnaire mais pas la révolution    | - Sortie : 23 novembre 2009 - Label : Din Records - Maison de disque : Because Music - Format : CD                              | —                  | —                  | —                  |        |                |
| Made In                                                   | - Sortie : 29 octobre 2012 - Label : Din Records - Maison de disque : Because Music - Format : CD, téléchargement légal, Vinyle | 117                | —                  | —                  |        |                |
| « — » indique que l'EP n'est pas classée dans de ce pays. | |                    |                    |                    |        |                |

### Mixtapes
| Titre                                                        | Détails de le mixtape | Meilleure position | Meilleure position | Meilleure position | Ventes | Certifications |
| Titre                                                        | Détails de le mixtape | FRA                | BEL                | SUI                | Ventes | Certifications |
| ------------------------------------------------------------ | --- | ------------------ | ------------------ | ------------------ | ------ | -------------- |
| L'album Blanc (Bootleg Not Album)                            | - Sortie : 2004 - Label : - Format : CD                                                                                          | —                  | —                  | —                  |        |                |
| Table d'écoute                                               | - Sortie : 17 octobre 2006 - Label : Din Records - Format : CD, téléchargement digital                                           | 115                | —                  | —                  |        |                |
| Don't Panik Tape                                             | - Sortie : 14 mai 2008 - Label : Din Records - Maison de disque : Because Music - Format : 2 × CD, mixed, téléchargement digital | 30                 | —                  | —                  |        |                |
| Table d'écoute 2                                             | - Sortie : 28 mars 2011 - Label : Din Records - Maison de disque : Because Music - Format : CD, téléchargement digital           | 28                 | —                  | —                  |        |                |
| « — » indique que l'album n'est pas classée dans de ce pays. | |                    |                    |                    |        |                |

## Chansons

### Singles
| Titre                | Année | Meilleure position | Meilleure position | Meilleure position | Album           |
| Titre                | Année | FRA                | BEL                | SUI                | Album           |
| -------------------- | ----- | ------------------ | ------------------ | ------------------ | --------------- |
| Besoin de révolution | 2008  | —                  | —                  | —                  | Arabian Panther |
| Biopic               | 2012  | 195                | —                  | —                  | Made In         |
| Alger Pleure         | 2012  | —                  | —                  | —                  | Made In         |
| Protest Song         | 2013  | —                  | —                  | —                  | Protest Song    |
| Rappeur 2 force      | 2016  | —                  | —                  | —                  | —               |

### Collaborations
| Année | Titre |
| ----- | --- |
| 1998  | - Ness & Cité feat. Kenny D.O.G, Razzia & Global - Changer l'ambiance sur l'album Par Tous les Moyens de Ness & Cité [A] |
| 2004  | - Bouchées Doubles feat. Médine - Frères sur l'album de Bouchées Doubles, Matière Grise |
| 2005  | - Bakar feat. Médine & Hasheem - Sans artifice sur la mixtape de Bakar, Pour les quartiers - Médine - Comportement violent sur la compilation de R-Y Music, Rap indé - Samb feat. Médine - Lumière sur l'album de Samb, Rubicub |
| 2006  | - Médine feat. Alonzo & Sinik - La rue en direct sur la compilation de Génération, Rap 2 Rue - Médine - Tête froid sur la compilation de TLF, Tâlents Fachés 3 - Médine feat. Lune Rouge - Défaite sur la compilation de Groove 107 - Bouchées Doubles feat. Médine - Lire entre les lignes sur l'album de Bouchées Doubles, Apartheid - Médine - Game Over sur la compilation d'Hostile, Hostile 2006 - Alpha 5.20 feat. Médine - Le mal qu'on fait sur l'album d'Alpha 5.20, Vivre et mourir à Dakar - Médine - Planète Rap sur la compilation du label Unity, Unity Volume #1 - Médine - Rappeur de force sur la compilation du Frenesik et de Rim'K, Illégal Radio - Soprano feat. Médine - La colombe sur la mixtape de Soprano, Psychanalyse avant l'album - Médine feat. Sefyu - Le syndrome de Stockholm sur la mixtape de DJ Mej, Block life 4 - Soprano feat. Médine - Ils disent sur la mixtape de DJ Mej, Block life 4 - Rost feat. Médine, Baretta & Sismik - Les voix du sous-sol sur l'album de Rost, J'accuse - Ultime Espoir feat. Médine - En Ligne de Mire sur l'EP de Ultime Espoir, Bastos Lyrical |
| 2007  | - Pit Baccardi feat. Médine - La récolte sur la compilation de Pit, Écoute la rue Marianne - Médine feat. Ibrah - Marianne à tout pris sur la compilation, Jusqu'à la mort - Bakar feat. Médine & Sinik - Les gens comme eux Remix sur l'album de Bakar, La rose du béton - Médine feat. Ibrah - L'arme pour changer sur la compilation de Explicit Politik, Explicit Politik - Médine - Les contraires sur la bande originale de Taxi 4 - Mino feat. Médine - Personne n'est innocent sur la mixtape de Mino, Il était une fois - Rim'K feat. Dry & Médine - Le billet de banque sur l'album de Rim'K, Famille nombreuse |
| 2008  | - Médine feat. Monsieur R - Fils de colonisé sur la compilation, Sachons Dire Non Vol.4 - Médine - Un seul sur la compilation de Spike Miller, One Beat - Abdel feat. Médine & Kamelanc'- Ghetto moudjahidine Remix sur la mixtape de Abdel, Béton armé - Rockin' Squat feat. Médine - Démocratie fasciste Article 3 sur l'album de Rockin' Squat, Confessions d'un enfant du siècle Vol.1 - Seth Gueko feat. Médine, Lino, Salif & Despo Rutti - Le fils de Jack Mess Remix sur la mixtape de Seth Gueko, Les Fils de Jack Mess - Dosseh feat. Médine & Youssoupha - Pulsions meurtrières sur la mixtape de Dosseh, Bolide Vol.2 |
| 2009  | - Heckel & Geckel feat. Médine - Fallait savoir sur l'album de Heckel & Geckel - Kery James feat. Médine - Le prix de la vérité sur l'album de Kery James, Réel - Daouf feat. Médine - L'amitié sur l'album de Daouf, Vengeance aveugle - Cheba Maria feat. Médine - Cheba Maria sur la compilation de Rim'K, Maghreb United |
| 2010  | - Youssoupha feat. Médine, Sinik, Ol Kainry & Tunisiano - Apprentissage Remix sur l'album de Youssoupha, Noir D**** - Heckel & Geckel feat. Médine - Fallait savoir sur la compilation de Cosa Nostra, Le Rap français featuring la relève du Rap français - Admiral T feat. La Fouine & Médine - Viser la victoire sur l'album d'Admiral T, Instinct Admiral. - Médine feat. D.O.C - Sous la boue, sur la compilation de Bullet Prod, Galactik beat Vol.2 - Der-K feat. Médine - Colonisation, sur l'album de Der-K, Usine à gratte - Médine feat. OGB & Tunisiano - Le traite de ma street, sur la compilation de Street Lourd, Street Lourd Hall Star Vol.2 - Sixième Sens feat. Médine, Kalash l'Afro, Bakar & Scylla - Animalement rap, sur l'album de Sixième Sens, Citoyens Du Monde - Ol Kainry feat. Médine - Moi Vs moi , sur l'album de Ol Kainry, Iron Man 2.0 |
| 2011  | - M.A.S Feat. Médine - À la fin, sur l'album de M.A.S, Une minute de silence - Ultime Espoir feat. Médine - Paria sur l'album de Ultime Espoir, À Cœur Ouvert - Sinik feat. Alonzo & Médine - La rue en direct sur le street-album de Sinik, Le côté malsain |
| 2012  | - Nakk Mendosa feat. Dixon, Mokless, Médine, Jeff le Nerf, Youssoupha, REDK, Lino - Invincible Remix sur la mixtape de Nakk, Darksun - Tiers Monde feat. Médine - Perdre et gagner sur la digitape de Tiers Monde, Black to the Future - Sinik feat. Médine - 16 Vérités sur l'album de Sinik, La plume et le poignard - Lacrim feat. Médine - Spartiate sur la mixtape de Lacrim, Toujours le même - Kayna Samet feat. Youssoupha, L.E.C.K. & Médine - Ghetto Tale Remix |
| 2013  | - Kery James feat. Youssoupha & Médine - Contre Nous sur l'album de Kery James, Dernier MC - Kery James feat. Lino, Tunisiano, REDK, Medine, 2e France, Scylla, Ladea, Fababy & Orelsan - Dernier MC Remix |

A.  Médine faisait partie, à l'époque, du groupe Global.

## Vidéos

### Clips vidéo
| Titre                                                  | Année | Réalisateur                             |
| ------------------------------------------------------ | ----- | --------------------------------------- |
| 11 septembre                                           | 2004  | Alexis Delahaye                         |
| L'école de la vie                                      | 2004  | NC                                      |
| Besoin de résolution                                   | 2005  | Alexis Delahaye                         |
| Boulevard Vincent Auriol                               | 2006  | Alexis Delahaye                         |
| Rappeur de force                                       | 2006  | NC                                      |
| Lecture aléatoire                                      | 2006  | Alexis Delahaye                         |
| Besoin de révolution                                   | 2008  | NC                                      |
| Self défense                                           | 2008  | NC                                      |
| Code barbe                                             | 2008  | Alexis Delahaye                         |
| Camp delta                                             | 2008  | Alexis Delahaye                         |
| Don't Panik                                            | 2008  | Alexis Delahaye                         |
| Trône                                                  | 2011  | Nocturne Videos / Iceland-Film          |
| Sourcing                                               | 2011  | NC                                      |
| Jusqu'ici tout va bien (featuring Tiers Monde & Brav') | 2011  | NC                                      |
| Alger Pleure                                           | 2012  | Brav of Horizondesign                   |
| Biopic                                                 | 2012  | Brav of Horizondesign / Alexis Delahaye |
| Le bruit qui pense                                     | 2012  | Brav of Horizondesign                   |
| Trash Talking                                          | 2012  | Brav of Horizondesign                   |
| Made In                                                | 2012  | Brav of Horizondesign / Alexis Delahaye |
| Protest Song                                           | 2013  | Brav of Horizondesign                   |
| Iceberg                                                | 2013  | Kub Cristo                              |
| Home                                                   | 2013  | Suther Kane Films                       |
| Blokkk Identitaire                                     | 2013  | Jean-Luc Herbulot                       |

### Apparitions vidéo
| Titre | Année | Album                   |
| --- | ----- | ----------------------- |
| One Beat (de Spike Miller featuring Ol Kainry, Seth Gueko, Médine)                                                   | 2008  | One Beat                |
| Viser la victoire (de Admiral T featuring La Fouine & Médine)                                                        | 2010  | La Fouine vs Laouni     |
| Apprentissage Remix (de Youssoupha featuring Medine, Tunisiano, Ol'Kainry & Sinik)                                   | 2011  | Noir D****              |
| Invincible Remix (de Nakk Mendosa featuring Dixon, Mokless, Médine, Jeff Le Nerf, Youssoupha, REDK, Lino)            | 2012  | Darksun                 |
| 16 Vérité (de Sinik featuring Médine)                                                                                | 2012  | La plume et le poignard |
| Ghetto Tale Remix (de Kayna Samet featuring Médine, Youssoupha & L.E.C.K)                                            | 2012  | À cœur ouvert           |
| Dernier MC Remix (de Kery James featuring Lino, Tunisiano, REDK, Medine, 2e France, Scylla, Ladea, Fababy & Orelsan) | 2012  | NC                      |
| Contre Nous (de Kery James featuring Youssoupha & Médine)                                                            | 2013  | Dernier MC              |